# Fernando Múgica Goñi
Fernando Múgica Goñi (Pampelune, Navarre, 7 juin 1946 - Madrid, 12 mai 2016) était un journaliste d'investigation espagnol, rédacteur en chef du journal El Mundo et également directeur du Diario de Noticias de Navarra.

## Biographie
Baccalauréat en sciences de l'information de l'Université de Navarre. Professeur de journalisme graphique du Master de l'Université de San Pablo CEU-El Mundo-Recoletos, a été l'auteur de la série de recherche de plus de trente chapitres intitulée "Les trous noirs du 11-M" sur les Théories du complot sur les attentats de Madrid du 11 mars 2004.
Múgica a parcouru le monde en tant que journaliste graphique et littéraire pour diverses publications pendant plusieurs décennies, témoin des principales guerres, révolutions et tremblements de terre du dernier quart du XXe siècle. Il a commencé son activité à La Gaceta del Norte avec des informations locales de Gascogne, ainsi que des questions plus importantes, telles que l'enlèvement d'Eugenio Beihl. Cette activité locale l'a rendu compatible avec les missions d'envoyé spécial, dans lesquelles il était dans la guerre de les Six Jours, dans la guerre du Vietnam et dans la guerre du Kippour. Plus tard, il a été à la fondation du journal Deia. Il a également été le premier directeur du Diario de Noticias de Navarra en 1994 et 1995. Il a également collaboré avec Diario 16 et d'autres médias.
Fondateur d'El Mundo, il est revenu après la parenthèse de son travail en Navarre, en tant que rédacteur graphique et rédacteur en chef des sections Chronique, International et Opinion. Il a accepté un dossier de réglementation de l'emploi et a pris sa retraite, bien qu'il ait tout de même fait quelques collaborations isolées dans les médias. Lorsqu'il est décédé, il faisait un livre sur le 11 septembre.

## Publications
- A tumba abierta: el testigo clave del 11-M: "Quiero contarlo todo antes de que me maten", La Esfera de los Libros S.L. (2006),  (ISBN 978-8497345477)
- Pamplona concreta, Libros del Cuerno; Edición: Primera (2016),  (ISBN 978-8460892038)
- El Orfeón Pamplonés.150 años y un día: una historia íntima, ORFEON PAMPLONES (2015),  (ISBN 978-8460689812)